# Verbandsgemeinde Bad Breisig
La comunità amministrativa di Bad Breisig (Verbandsgemeinde Bad Breisig) si trova nel circondario di Ahrweiler nella Renania-Palatinato, in Germania.

## Comuni
Fanno parte della comunità amministrativa i seguenti comuni:
| Comune, città                | Sup. (km²) | Abitanti |
| ---------------------------- | ---------- | -------- |
| Bad Breisig, città           | 19,94      | 9 671    |
| Brohl-Lützing                | 9,23       | 2 520    |
| Gönnersdorf                  | 5,04       | 649      |
| Waldorf                      | 7,61       | 899      |
| Verbandsgemeinde Bad Breisig | 41,83      | 13 739   |

(Abitanti al 31 dicembre 2021)